# Ardit Osmani
Ardit Osmani (sinh 3 tháng 5 năm 1996) là một cầu thủ bóng đá Albania. Anh thi đấu ở vị trí hậu vệ cho câu lạc bộ Besa Kavajë ở Giải bóng đá hạng nhất quốc gia Albania.